# Endasys chiricahuanus
Endasys chiricahuanus là một loài tò vò trong họ Ichneumonidae.